# William Hale White
Pour les articles homonymes, voir White, William White et Rutherford.
William Hale White, né le 22 décembre 1831 à Bedford et mort le 14 mars 1913, connu sous le pseudonyme de Mark Rutherford, est un écrivain et, accessoirement, un fonctionnaire britannique.
Il est surtout apprécié pour deux romans de facture pseudo-autobiographique, L’Autobiographie de Mark Rutherford et La Délivrance de Mark Rutherford, qui racontent l’un et l’autre le cheminement du « héros » vers la reconnaissance de sa véritable identité, puis sa délivrance d’une doctrine religieuse rejetée ; à ce titre, ils se situent tous les deux dans la veine de Père et Fils, étude de deux tempéraments d’Edmund Gosse. 
Les deux ouvrages, chacun à sa manière, témoignent d'une réflexion sur la religion chrétienne souvent aussi originale qu’austère et aride. Mark Rutherford et, à travers lui, White, s'insurge contre une pratique qu’il qualifie de « morte » (dead), ne laissant pas de place à une « imagination vivante » (vivid imagination), contre une éducation confessionnelle étouffante, et surtout contre l'hypocrisie puritaine de l'époque victorienne.
Outre l’aspect doctrinal, la démarche la plus originale de cette œuvre réside dans l’effort d’un homme se penchant sur son passé en multipliant les déguisements et les camouflages, tant et si bien que le personnage fictif,  Mark Rutherford, prend le pas sur l’auteur, William Hale White. Il y a là une substitution qui efface pratiquement le véritable écrivain, souvent absent des chroniques littéraires, et promeut le narrateur comme seul interlocuteur du public. En tant que tel, cependant, Mark Rutherford a reçu l’aval d'écrivains comme Arnold Bennett, Joseph Conrad, Stephen Crane, André Gide, D. H. Lawrence et George Orwell qui compte La Délivrance de Mark Rutherford parmi l’un des plus beaux romans jamais écrits en anglais.
White publie ensuite d'autres romans et des extraits de son journal. De plus, il traduit Spinoza et édite Samuel Johnson ; enfin, il se passionne pour l'astronomie où il acquiert une honorable compétence, d’ailleurs transmise à certains de ses personnages.

## Biographie

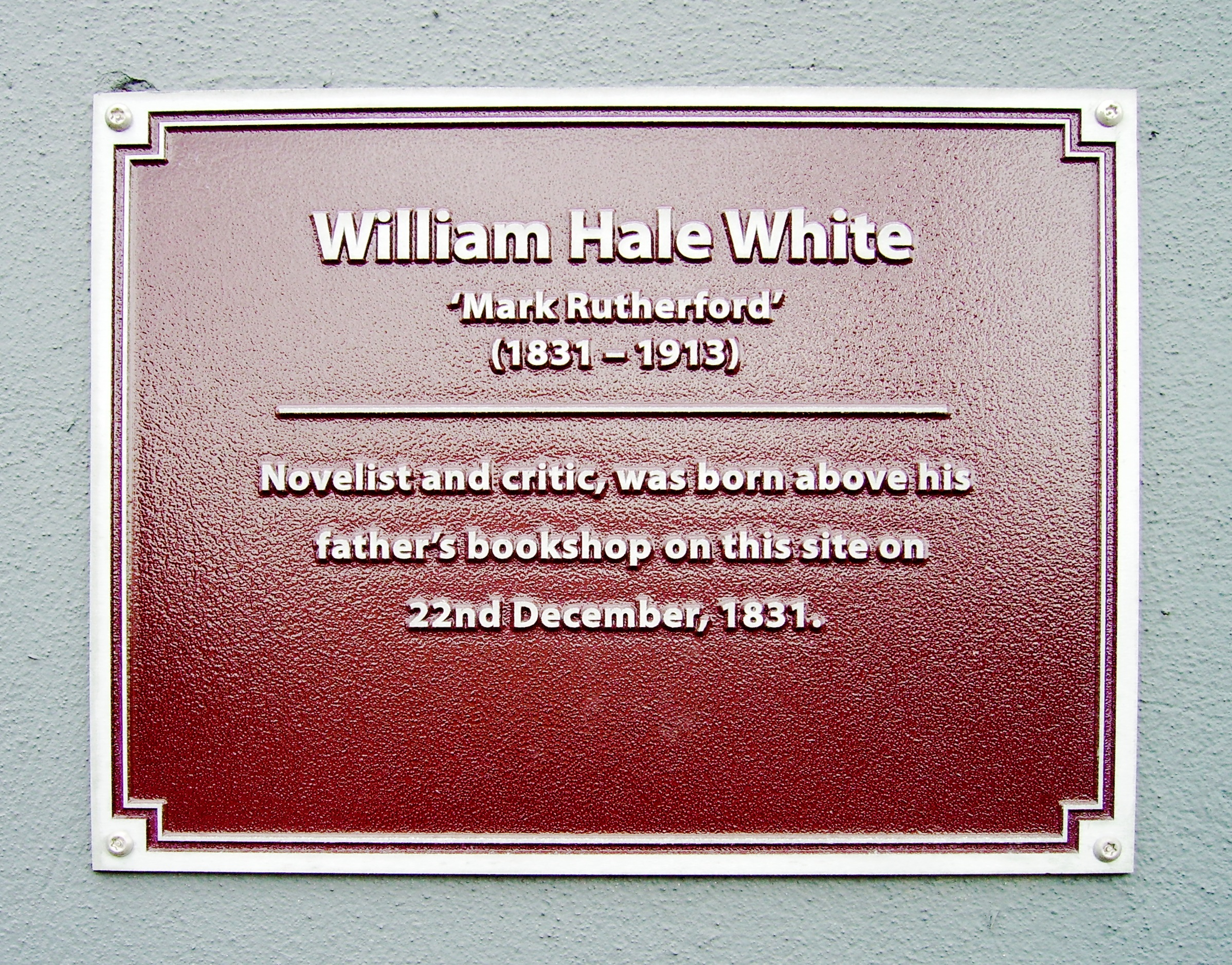
Plaque commémorative sur sa maison natale

### Le père
Son père, William White, d’abord imprimeur et libraire à Bedford, puis tanneur, finit par trouver une place de concierge à la Chambre des Communes. Son bagout attire l’attention
de nombreux députés et même de Benjamin Disraeli, le premier ministre. Ses brefs comptes rendus de la vie parlementaire sont publiés à titre posthume par le 
Times illustréen 1897 par Justin McCarthy, député nationaliste Irlandais, sous le titre La Vie de la Chambre des Communes vue de l'intérieur (The Inner Life of the House of Commons). Mr White est membre de la communauté non-conformiste du Bunyan Meeting et s’avère un prêcheur convaincant. Il exerce également ses talents d’orateur au sein de la branche locale du parti libéral. Il s’efforce de transmettre sa foi religieuse et ses idées politiques à son fils. William Hale White rappelle quelques anecdotes sur cet imprimeur cultivé qui récite Childe Harold de Byron en composant les caractères, passion retrouvée dans Zachariah Coleman de Révolution à Tanner’s Lane (Revolution at Tanner's Lane).

### Scolarité et réorientation

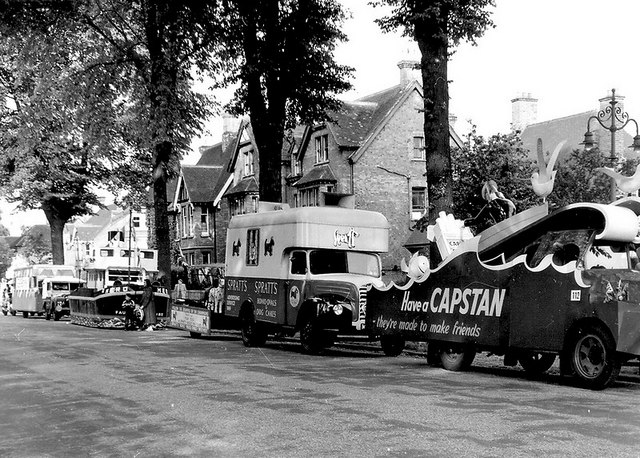
Avenue De Parys, Bedford, 1953 ;
chars de Carnaval prêts à prendre rang dans le défilé

White fait ses études à la Modern School de Bedford jusqu'à ce que la famille déménage à Londres. En 1848, William White, orienté par son père, rejoint le Bunyan Meeting et s’engage dans la voie devant le conduire à un ministère de l’église. Il commence sa formation à Cheshunt College, institution non-conformiste, puis la poursuit l’année suivante à Kew College, St. John's Wood. 
En 1851, cependant, deux autres étudiants et lui se voient accusés d’hérésie à propos de l’inspiration animant la Bible et sont exclus. Le père de White espère que l’intervention de Mr John Jukes, alors ministre du culte au Bunyan Meeting de Bedford, sauvera la situation. Il n’en est rien : William Hale White abandonne alors toute ambition pastorale et rompt avec la dénomination de son père. C’est cette histoire qui, sous de légers déguisements, constitue la substance des romans dits de « Mark Rutherford » et La Révolution à Tanner’s Lane ("The Revolution in Tanner's Lane"), où la figure du père apparaît sous les traits d’Isaac Allen, et le révérend Jukes sous ceux, encore moins flatteurs, de John Broad.

### Jeune maturité
Féru de Byron, Carlyle — auquel, dans ses jeunes années, il écrit une longue lettre sur le gamin qu’il est —, et de John Ruskin — qui a incorporé le description faite de sa maison par White dans Fors Clavigera —, ce n’est qu’en 1861 que, pour augmenter ses revenus, il commence à écrire des articles de journaux et devient, en tant que correspondant au Parlement, responsable de la rubrique « Sous l’allée » (Below the Gangway) du Morning Star. Il contribue également au Dictionnaire impérial de la biographie universelle (Imperial Dictionary of Universal Biography) dans lequel son entrée sur Benjamin Franklin est considéré comme un modèle. 
John Chapman, le rédacteur-en-chef de la prestigieuse Westminster Review et militant de la libre pensée, le met en relation avec l’adjointe de la maison qui n’est autre que Mary Ann Evans, la future George Eliot, pratiquement inconnue en 1852, dont il fréquente désormais le cercle d’amis. Cette rencontre est transposée dans L’Autobiographie de Mark Rutherford : Chapman y apparaît sous les traits de Wollaston et la future romancière sous ceux de Theresa, logeant comme Mark chez son employeur. Elle frappe d’emblée ses interlocuteurs par sa vivacité d’esprit, sa lucidité et sa franchise d’expression. Plus tard, White revient sur cette rencontre dans une lettre adressée à l'Atheneum où il vante son éloquence directe et spontanée, au style naturel et jamais relâché, en harmonie avec l’acuité de son jugement et sa force de conviction,.
Sa première publication est une lettre à George Jacob Holyoake sur la question de la réforme parlementaire. Quelque temps auparavant, il a quitté la chambre des communes et a obtenu le poste de sous-directeur du département des contrats à l’Amirauté.

### Mariages et enfants

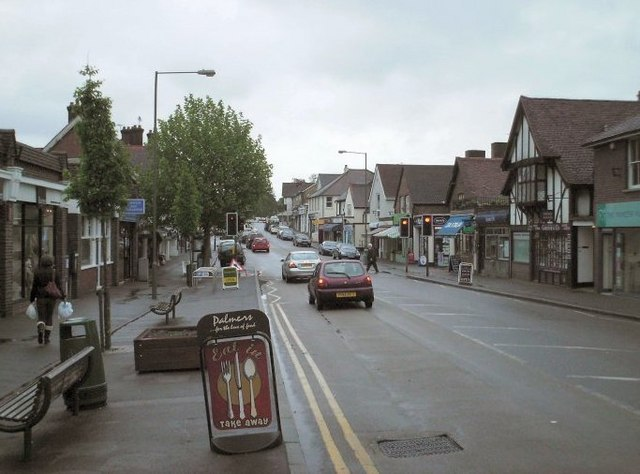
Rue principale de Ashtead.

Entretemps, il a rencontré puis épousé Harriet Arthur et fondé une famille avec six enfants dont deux meurent en bas âge. Harriet tombe malade très jeune, victime de la sclérose en plaques ; dès 1871, une infirmière est à demeure qui, lors du recensement de 1891, figure toujours comme résidente à Ashtead. D’après le fils aîné du couple, on ne saurait comprendre son père si on ne garde l’esprit qu’il a vécu pendant plusieurs décennies auprès d’une grande malade et que cette contrainte l’a souvent plongé dans des états dépressifs. Harriet, invalide grabataire, meurt le 1er juin 1891 à Street Farm et est inhumée à Carshalton.
Les White ont habité dans diverses demeures dont Flint House à Epsom, Ashtead, Carshalton (Surrey), puis Isleworth  et Hastings et Groombridge dans le Kent. L’une de leur résidence préférée a été Street Farm. À Ashtead, William Hale White fait la connaissance de Sophia Susan Partridge (1844-1918), voisine habitant chez son frère et sa famille à Hockham Lodge, dans l’enceinte de la propriété familiale. Miss Partridge est une femme célibataire avec de solides revenus ; une profonde et durable amitié naît entre eux, comme en témoigne leur correspondance s’étendant de 1893 à 1912.

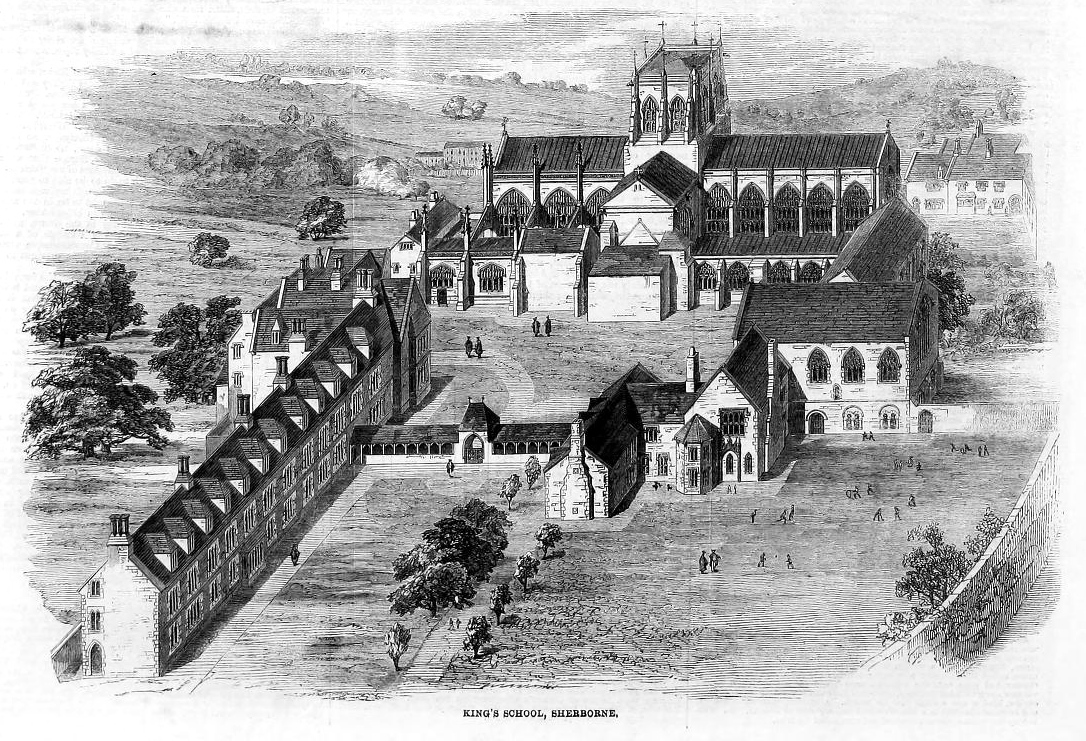
Sherborne School en 1861

En 1907, White lit le premier opus, Miss Mona, de la jeune romancière Dorothy Smith, qu'il trouve médiocre, mal et parfois incorrectement écrit. Cela n’affecte en rien son désir de rencontrer l’auteur : de quarante-cinq ans sa cadette — elle a trente ans ; il en a soixante-quinze —, sœur du directeur de Sherborne School, belle-sœur de l’imprimeur d’0xford University Press, anglicane confirmée qui s’occupe d’une mission à l’église de Beckenham, il s’éprend d’elle et trois ans et demi plus tard, leur union est célébrée. Ils ne connaîtront que deux années de vie commune, White, déjà rongé par le cancer, décédant en 1913. 
Dorothy Hale White survit longtemps à son mari puisqu’elle meurt le 27 juillet 1967 à l’âge de quatre-vingt dix ans. Le fils aîné de White par sa première épouse, Sir William Hale-White, devient un éminent médecin ; son second fils, Jack, épouse Agnes Hughes, l'une des filles du peintre Arthur Hughes ; un troisième fils est ingénieur, et la fille de White, Molly, reste auprès de son père pour assurer ses soins.

### Passion pour l’astronomie
Après avoir lu un livre de vulgarisation astronomique, le personnage principal de Révolution à Tanner’s Lane (The Revolution in Tanner’s Lane) se retrouve hanté par l’idée d’une disparition future de la planète Terre, dont le mouvement va être progressivement ralenti par le milieu résistant dans lequel elle se meut. C’est là une théorie sur la thermodynamique émanant du savant William Thomson (Lord Kelvin).
William Hale White, comme certains de ses personnages, a éprouvé une réelle passion pour l’astronomie. Devenu au fil des ans un amateur « honorable », il a fait entrer l'astronomie dans son œuvre : comme le note Yvard, « l’une de ses nouvelles met en scène une héroïne prête à mettre fin à ses jours après avoir envisagé l’épuisement des ressources thermiques de la terre et du soleil. Dans ce cas, les conceptions scientifiques développées à l’époque ne sont pas seules en cause, puisque la critique biblique de David Strauss et d'Ernest Renan est aussi mentionnée, mais elles n’en contribuent pas moins à rendre le personnage conscient de la pérennité de toutes choses »,. De même, après avoir lu un livre de vulgarisation astronomique, le personnage principal de The Revolution in Tanner’s Lane, se retrouve de plus en plus hanté par l’idée d’une disparition future de notre planète, dont le mouvement allait être progressivement ralenti, selon l’auteur de cet ouvrage, par le milieu résistant dans lequel elle se meut,.

## Œuvre

### Accueil
Henry Duff Traill (1842-1900) est l’un de premiers auteurs à avoir remarqué l’œuvre de William Hale White ; W. D. Howells, quant à lui, écrit qu’elle représente un jalon de l’écriture romanesque ; il arrive même que « Mark Rutherford » se voit comparé avantageusement à George Meredith. En général, les critiques admirent plus le caractère désuet de l’écriture que l’agencement des faits, mais reconnaissent que les idées sous-jacentes structurent l’ensemble et façonnent la caractérisation des personnages. De plus, William Hale White est reconnu comme un expert des questions relatives aux chapelles dissidentes et au Calvinisme. 
Certains de ses personnages féminins s’avèrent d’une violence inusitée : terre-à-terre, méchantes, elles tourmentent leur mari, et dans l’ensemble, White dénonce la petitesse de la classe moyenne, la tyrannie de la conscience, le malheur engendré par la méfiance. Il décrit avec un réalisme confirmé les hungry forties, c’est-à-dire les famines décimant les milieux ruraux dans les années 1840.
Pour les avoir vécus lui-même, William Hale White pénètre avec finesse dans les états de solitude et de dépression dont souffrent ses personnages. Il fait preuve d’une empathie prononcée pour les plus humbles et les opprimés, les êtres sensibles, ceux que la religion bride au lieu de les épanouir, les hommes ou les femmes prisonniers d’un mariage malheureux, le monde entier, à dire vrai, les hypocrites et les logeurs échappant seuls à sa considération.
Plus récemment, George Orwell considère La Délivrance de Mark Rutherford comme l’un des meilleurs livres écrits en anglais. Quant à D. H. Lawrence, il exprime son respect pour Mark Rutherford, « si complet, si sain et si beau ». Arnold Bennett, lui aussi, le considère comme « un romancier digne de la plus profonde admiration ». Enfin, Claire Tomalin insiste sur « le stock personnel des souvenirs et des émotions d’où sourd son œuvre » et ajoute « qu’on ne peut qu’être sensible au fait qu’il a pris un masque pour se mettre à nu, ce qu’il n’aurait jamais pu faire autrement »,.

### Analyse
Par son retentissement, l’œuvre autobiograpique de William Hale White domine le reste de sa production littéraire. Écrite alors que l’auteur était au faîte de sa maturité, elle représente la partie dominante de sa personnalité telle qu’il l’a acquise dans le combat qui s’y trouve décrit. 
À ce titre, se pose la question de savoir s’il convient de considérer l'ensemble de l'œuvre romanesque ou simplement les deux livres racontant l'histoire de Mark Rutherford. En effet, parus dans la dernière décennie de la vie de White, La Révolution à Tanner Lane (The Revolution in Tanner's Lane), Miriam à l’école (Miriam's Schooling and Other Papers), Catherine Furze (2 volumes, 1893), et Clara Hogwood contiennent, eux aussi, nombre d'éléments empruntés à la vie de l'auteur, mais ne lui sont pas exclusivement consacrés. 
Autre problème, The Early Life of Mark Rutherford ne pourvoit guère plus que des références et des éléments de comparaison, et même les deux ouvrages principaux, L’Autobiographie de Mark Rutherford et La Délivrance de Mark Rutherford, écrits à la première personne et dont le titre précise la nature, constituent des autobiographies on ne peut moins franches et directes. Le héros reste ambigu : personnage de roman, être semi-fictif ou, malgré les déguisements en chaîne, l’auteur lui-même.

#### Les romans etLes jeunes années
À la parution des romans, la critique en note l’originalité, faite de brièveté, de dépouillement et marquée par l’accent de sincérité du narrateur. D’où des déductions inclinant à les interpréter comme appartenant au genre autobiographique ; les apparences sont trompeuses : l’action se situe, comme la vie de l’auteur, dans une petite ville du Bedfordshire ou à Londres ; de plus, pas un personnage ne se trouve inventé de toutes pièces : « Il n’a jamais créé un personnage de sa vie, écrit Mrs White, jamais une seule fois ne s’est-il assis sans avoir trouvé un modèle s’imposant à lui »,. Pour autant, si les modèles émanent de la vie courante, c’est surtout par analogie avec lui-même que l’auteur en tire la substance.
De fait, comme lui, Zachariah Coleman dans Révolution à Tanner Lane) se détache de la religion ; comme lui aussi, Myriam, de Myriam à l'école), après une longue période d’échecs, retrouve un sens à la vie et s’adonne passionnément à la pratique de l’astronomie ; comme lui encore, Catherine et son mari, au centre de Catherine Furze, découvrent qu’amour et religion ne constituent qu’une seule et même quête ; comme lui enfin, Clara dans Clara Hogwood, parvient à une sorte d’héroïsme par la soumission et l’humilité. 
Cela dit, même si on décèle une certaine convergence de destins, les vies ne coïncident pas avec celle de l'auteur. Quelques éléments en ont été empruntés, mais il n’y a jamais concordance. Il s’agit d’autre chose, une projection d’aspirations, l’illustration d’une philosophie, la sublimation d’une expérience, une tonalité générale, plutôt mélancolique, parfois jusqu’à la tristesse.
Paradoxalement, Les jeunes années de Mark Rutherford est la seule publication que William Hale White signe de son propre nom, encore qu'au départ figurait la simple mention « par lui-même » (by himself), renvoyant à Mark Rutherford. Pourtant, écrit en 1916, soit vingt-deux et trente-deux ans après les grandes œuvres consacrées à Mark Rutherford, alors que l'auteur, octogénaire, parvient au terme de sa vie, le livre reste mineur, aujourd'hui simple mine à références et illustrations.
De même en est-il de Dernières pages d’un journal (1910) et Dernières pages d’un journal et autres documents, dont les titres respectifs montrent qu'ils ne ressortent pas directement à l'autobiographie, puisque si « journal » et « journal intime » diffèrent par leur contenu, ils n'en appartiennent par moins à un ersatz du genre que Ferrieux range parmi ses « formes parallèles ».

#### L’Autobiographie de Mark RutherfordetLa Délivrance de Mark Rutherford
Restent les deux livres auxquels William Hale White a donné le nom d’autobiographie, avec une précision supplémentaire pour le second : « Seconde partie de son autobiographie »,. Ainsi, ces deux œuvres se dissocient d’elles-mêmes de l’ensemble : le narrateur reste le même, Mark Rutherford, racontant l’histoire d’une vie et d’un retour sur soi, quête ardue et troublée, mais douloureusement victorieuse.
La publication des livres à caractère autobiographique ayant précédé celle des romans, avec eux, William Hale White semble avoir cherché à établir à quel genre d’homme il avait affaire, quel se trouvait être ce romancier dont les œuvres au cours des onze années à venir, allaient se proposer à l’attention des lecteurs. Telle est en tout cas l’interprétation de Basil Willey qui écrit dans la préface d’une réédition : « J’ai placé le mot romans entre guillemets ; la raison en est que l’Autobiographie (1881) et la Délivrance de Mark Rutherford, bien que contenant leur dose de fiction, sont des romans relevant d’un genre très spécial. Ses futurs livres […] , eux, sont sans aucun doute des « romans » »,.

#### Des autobiographies véritables?
Parce qu’il publiait ses livres sous un pseudonyme, le lecteur a tendance à oublier William Hale White pour ne considérer que Mark Rutherford, non seulement pseudo-auteur, mais aussi « protagoniste anti-héros ». 

##### Jeux de miroirs
Il y a là un jeu de miroirs peu commun : Mark Rutherford, personnage de fiction, raconte sa vie comme s’il l’avait vécue et en vient à remplacer celui qui l’a conçue et mise en scène. Aussi nombre d’ouvrages généraux ne présentent-ils qu'une rubrique intitulée « Mark Rutherford », alors que le nom du véritable auteur n’est mentionné qu’en deuxième position ou entre parenthèses, voire oublié. Cette confusion a été voulue et entretenue par William Hale White qui s’est toujours distingué par une grande réserve à l’égard de ses publications. Son épouse écrit à ce sujet : « Il reste dans le flou et même dans l’excuse sur ce qu’il a réalisé. Il regrette beaucoup qu’ait été dévoilée sa condition d’auteur »,. Sa propre fille Molly rapporte même qu’il aurait déclaré : « Je ne reconnais aucun livre »,.
Cette réticence se muait, semble-t-il, en répugnance lorsque justement, il était question d’autobiographie : « Je n’ai jamais reconnu le livre que vous mentionnez, écrit-il à Mrs Colenut, l’une de ses plus anciennes amies, et je serais en droit de nier en avoir été l’auteur […] Dites — non pas comme émanant de moi, mais de vous-même —, que vous savez que je le ne l’authentifie pas et qu’il serait préférable de n’en plus parler »,.
Là cependant, ne s’arrête pas la mystification. L’imaginaire Mark Rutherford se double d’un non moins fictif Reuben Shapcott, personnage à part entière qui joue un rôle non négligeable dans l'Autobiographie, par exemple en hébergeant le protagoniste et en l’aidant à trouver un emploi chez un éditeur. Reuben Shapcott s’autorise à préfacer les manuscrits, à commenter l’œuvre et la vie qu’elle décrit, à rédiger les épilogues nécessaires, à suppléer à certains renseignements et à clore l’aventure par un double mensonge, la prétendue mort du soi-disant auteur. Des troubles cardiaques jusqu’alors inconnus se voient alors invoqués ; et se présente de surcroît la fiction de vieux manuscrits disparus puis retrouvés : bref, se trouvent réunis les ingrédients nécessaires à l’annonce et la justification de la deuxième partie, La Délivrance de Mark Rutherford : « Ici se clôt le manuscrit en ma possession. Je sais qu’il en existe d’autres, mais mes efforts pour les retrouver sont à ce jour restés vains. Un jour, peut-être, pourrais-je les récupérer, […] ce qui me permettra de le représenter d’un point de vue autobiographique de façon quelque peu différente de celle que nous connaissons aujourd’hui »,. 
Autobiographies déguisées, camouflage des personnages, noms inventés, fiction romanesque du héros : tout n’est qu’ambiguïté. La critique reflète cette caractéristique par des avis divergents : « Rarement un homme a parlé avec plus de naturel de la vie religieuse, de la naissance de ses doutes, de ses idées sur l’amour et la mort. Il est vrai que l’autobiographe avait ici légèrement déguisé l’histoire de Mark Rutherford et différait un peu de celle de William Hale White, son créateur. Mais différente par les faits, elle reste authentique par la confession spirituelle. Or là aussi, la réussite est parfaite ». En revanche, Stuart Bates garde ses distances : « Sans aucun doute, ces livres présentent une description authentique de son environnement passé, mais non de l'individu parvenu à sa maturité. Il a vécu dans une atmosphère de mesquinerie suffocante et a connu et ressenti tout à la fois une ambiance de dissidence religieuse stéréotypée et vermoulue, apte à saper la vitalité et déconcerter l'esprit, et cela même alors que son désir de libération le poussait à retrouver la personne joyeuse et efficace qu'avaient connue sa famille et son ami. Ces livres […] remplissent leur rôle historique et spirituel, comme il convient spécialement au genre autobiographique, mais il est certain qu'aucun d'eux n'eût pu avoir été écrit autrement que sous la forme d'une fiction »,.

##### Pacte autobiographique
Philippe Lejeune a défini ce qu’il a appelé « le pacte autobiographique ». Il explique plus tard : « Cette conduite affichée, cette interrogation sur ce qu'on fait ne cessent pas une fois le pacte autobiographique terminé : tout au long de l’œuvre, la présence explicite du narrateur demeure. C’est là ce qui distingue le récit autobiographique des autres formes du récit à la première personne : une relation constante y est établie entre le passé et le présent, et l’écriture y est mise en scène ». Si le dogme du pacte autobiographique s’est vu critiqué, il est de fait que du début à la fin de ses deux livres, Mark Rutherford n'a de cesse de prouver qu’il est bien en train d’écrire une « autobiographie », multipliant à cette fin les professions de foi d’honnêteté et affichant son parti-pris d'humilité, toutes précautions qui renouvellent son engagement conformément au pacte décrit par Lejeune. 
Aussi, Mark Rutherford, jamais autocratique ou omniscient, ne se départ-il des limites qu'impose la première personne. S'il arrive qu'il semble en savoir plus sur un personnage qu'il ne devrait, l'explication vient rapidement jusqu'au lecteur : par exemple, le chapitre IV de La Délivrance de Mark Rutherford, intitulé A Necessary Development (« Développement nécessaire »), se présente comme un véritable programme de justifications, au point que la précision des détails psychologiques avancés peut étonner de la part d'un témoin extérieur : « Jamais Mrs Butts ne se plaignit de son mari. Je ne sais si elle l'aima autant qu'elle l'aurait pu, mais elle l'accepta, et elle se dit que peut-être était-ce son manque d'empathie qui lui avait permis de rester, son devoir ayant pris le relais pour l'attirer de plus en plus vers elle »,. 
En apparence, ce passage en discours indirect libre rompt la rigueur d'une stricte première personne, mais le lecteur apprend bientôt que cette Mrs Butts n'est autre qu'Ellen, fiancée naguère délaissée de Mark, qu'il retrouvera et finira par épouser. Mark Rutherford avait d'ailleurs pressenti la difficulté narrative puisqu'il s'était cru obligé d'anticiper : « Je n'ai pas la moindre idée de ce que fut l'état d'esprit de Mrs Butts pendant cette malheureuse période. Elle n'en parla que peu par la suite. Pourtant, je me souviens qu'une fois elle m'avait confié […] »,. Il y a là un jeu d'écriture assez savant puisque le narrateur s'autorise d'une situation d'intimité, évidemment connue de lui mais qu'il ne révélera que beaucoup plus tard, pour rendre légitime la vraisemblance de son propos.

##### Chronologie
(à suivre)

## Influence
Une école de Bedford porte le nom de Mark Rutherford Upper School et il existe une plaque bleue commémorative de William Hale White au 19 Park Hill à Carshalton.

#### Texte des romans
- (en) William Hale White, The Autobiography of Mark Rutherford : Dissenting Minister, Londres, Trubner and Co., 1881.
- (en) William Hale White (Basil Willey, responsable scientifique), Mark Rutherford, Autobiography and Deliverance, Leicester, Leicester University Press, 1969.
- (en) William Hale White, Mark Rutherford's Deliverance, Londres, Trubner and Co., 1885.
- (en) William Hale White, The Revolution in Tanner's Lane, Londres, Trubner and Co., 1887.
- (en) William Hale White, Miriam's Schooling, Londres, Kegan Paul, Trench, Trubner and Co., 1890.
- (en) William Hale White, Catherine Furze, Londres, T. Fisher Unwin, 1893.
- (en) William Hale White, Clara Hopgood, Londres, T. Fisher Unwin, 1896.

#### Ouvrages généraux
- André Maurois, Aspects de la biographie, Paris, Grasset, 1928, 180 p., in-12.
- (en) E. Stuart Bates, In Side Out, An Introduction To Autobiography [« À l'envers : introduction à l'autobiographie »], New York, Sheridan House, 1937, 713 p. (lire en ligne), p. 327.
- (fr + en) Robert Ferrieux, La Littérature autobiographique en Angleterre et en Irlande, Paris, Ellipses, 2001, 384 p., 24 x 2.3 x 16 cm (ISBN 978-2-7298-0021-5).
- Jean-Michel Yvard, « Géologie, théologie et inquiétudes eschatologiques : William Thomson (Lord Kelvin) et les débats suscités par la thermodynamique à l’époque victorienne », Cahiers victoriens et édouardiens, vol. 11,‎ printemps 2010, p. 237-252 (lire en ligne, consulté le 19 août 2017).
- (en) Philip Webb (John Aplin, éditeur scientifique), The Letters of Philip Webb, vol. 2, Londres, Routledge, 2015, 416 p. (ISBN 978-1-317-28341-6, lire en ligne), BLC MR 10/4, note 2.

#### Ouvrages spécifiques
- (en) D. V. White (Humphrey Milford, responsable scientifique), The Goombridge Diary, Londres, Oxford University press, 1924.
- (en) C. M. Maclean, Mark Rutherford, a Biography of William Hale White, Londres, Macdonald, 1955, x+416, 23 cm
- (en) Stephen Merton, Mark Rutherford, New York, Twayne Publishers Inc., 1967, 189 p.
- (en) Wilfred Healey Stone, Religion and art of William Hale White (Mark Rutherford), New York, AMS Press, 1967, 240 p.
- Robert Ferrieux, L’Œuvre autobiographique de William Hale While, Pointe-à-Pitre, Université des Antilles et de la Guyane, 1976, 159 p.
- (en) William James Dawson, « Religion in Fiction », dans The Makers of English Fiction, 2e édition, F.H. Revell Co., 2005, p. 283-289.
- (en) Valentine Cunningham, « White, (William) Hale (1831–1913) », dans Oxford Dictionary of National Biography, Oxford, Oxford University Press, 2004.
- (en) E. J. Feuchtwanger, « White, William (1807–1882) », dans Oxford Dictionary of National Biography, Oxford, Oxford University Press, 2004.
- (en) Michael A. Brealey, Bedford's Victorian Pilgrim : William Hale White in Context, Authentic Publishers, coll. « Studies In Christian History And Thought Series », 2014, 446 p. (ISBN 978-1-78078-351-2).

(à suivre)

### Citations originales de l'auteur
1. ↑  « Being the Second Part of his Autobiography ».
2. ↑  « Thus far goes the manuscript which I have in my possession. Il know that there is more of it, but all my search for it has been in vain.V Possibly, some day, I may be able trop recoller it […] I can only hope that it may be my good fortune to find the materials which will enable me to represent him autobiographically in a somewhat different light to that in which he appears now ».
3. ↑  « Mrs Butts never uttered a word of reproach to her husband. I cannot say that she loved him as she could have loved, but she accepted him, and she said to herself that as perhaps it was through her lack of sympathy with him that she had stayed, it was her duty more and more to draw him to herself ».
4. ↑  « Neither do I know what was the mental history of Mrs Butts during this unhapy period. She seldon talked about it afterwards. I do, however, happen to recollect hearing her once say […] ».

### Citations originales des commentateurs
1. ↑  « so thorough, so sound, and so beautiful ».
2. ↑  « a novelist whom one can deeply admire ».
3. ↑  « [The novels] draw directly on a private store of memories and emotions, and you sense quite strongly that he took up a mask in order to be nakedly confessional in a way he could not otherwise have managed ».
4. ↑  « He never created a character in his life, never sat down to write without having somebody before his mind’s eyes ».
5. ↑  « I have put inverted commas round the words ’novels’, because Mark Rutherford’s Autobiography (1881) et Deliverance (1885), though they contain fiction, are only novels in a very special sense. His later books […] are undoubtedly novels ».
6. ↑  « He is very vague about what he has done and very apologetic. He much regrets that his authorship was ever known ».
7. ↑  « I acknowledge no books ».
8. ↑  « I have never owned the book you name and should be quite justified in denying its authorship […] Tell — not as message from me, but as one from yourself — that you understand I disclaim it and that he had better not say a word about it ».
9. ↑  « It is clear that these books present a true picture of his past environment, but not of his mature individuality. He has lived in an atmosphere of pettiness and gloom, and seen and felt an atmosphere of stereotyped, decayed Dissent sapping vitality and bewildering mentality, even when an impulse towards self-deliverance was arising to convert him into the efficient and cheerful person that his friend and family knew. Those […] books serve the historical and spiritual purposes that autobiography is specially fitted to serve, and it is clear that they neither would nor could have been written otherwise than in the form of fiction ».